# Pałac w Bieleckiem
Pałac w Bieleckiem – wybudowany w stylu  klasycystycznym w  pierwszej połowie XIX w.  przez Brygidę Żurakowską bądź jej syna Henryka Benedykta Żurakowskiego.

## Budowniczowie
Ród Żurakowskich wywodził się z miejscowości Żuraki (ukr. Жураки) położonej w rejonie bohorodczańskim, na ziemi halickiej.